# Spaanse methode

Schematische weergave van de "Spaanse methode"

De Spaanse methode is een bouwmethode van perrons waarbij aan beide zijden van een trein in- en uitgestapt kan worden. In stations met twee sporen betekent dit dat er twee zijperrons en een eilandperron aanwezig zijn. De Spaanse methode wordt vooral toegepast in drukkere stations van metrosystemen.
De Spaanse methode kreeg haar naam doordat ze voor het eerst op grote schaal werd toegepast in Barcelona. Het ontwerp kwam al eerder voor, bij het New Yorkse metrostation Chambers Street, dat tussen 1913 en 1918 gerealiseerd werd. Behalve in Spanje, zoals bij de metro van Madrid en de metro van Barcelona, wordt deze perronopstelling onder andere ook gebruikt bij de Münchense S-Bahn, de Brusselse metro en premetro, en op verschillende drukke trein- en metrostations in Japan.
Bij de Spaanse methode is het mogelijk in- en uitstappende reizigers van elkaar te scheiden voor een betere doorstroming. Door bewegwijzering worden de instappers naar één perron geleid en daar openen de deuren wat later dan de deuren bij het uitstapperron. Overigens kunnen overstappers op sommige stations wel instappen op het uitstapperron.

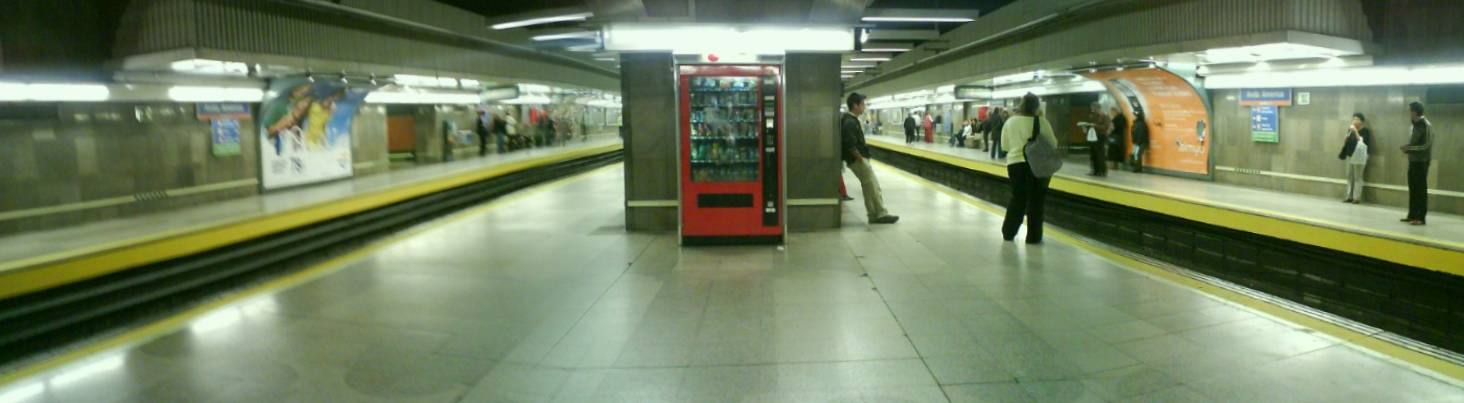
Spaanse methode in metrostation Avenida de América in Madrid.

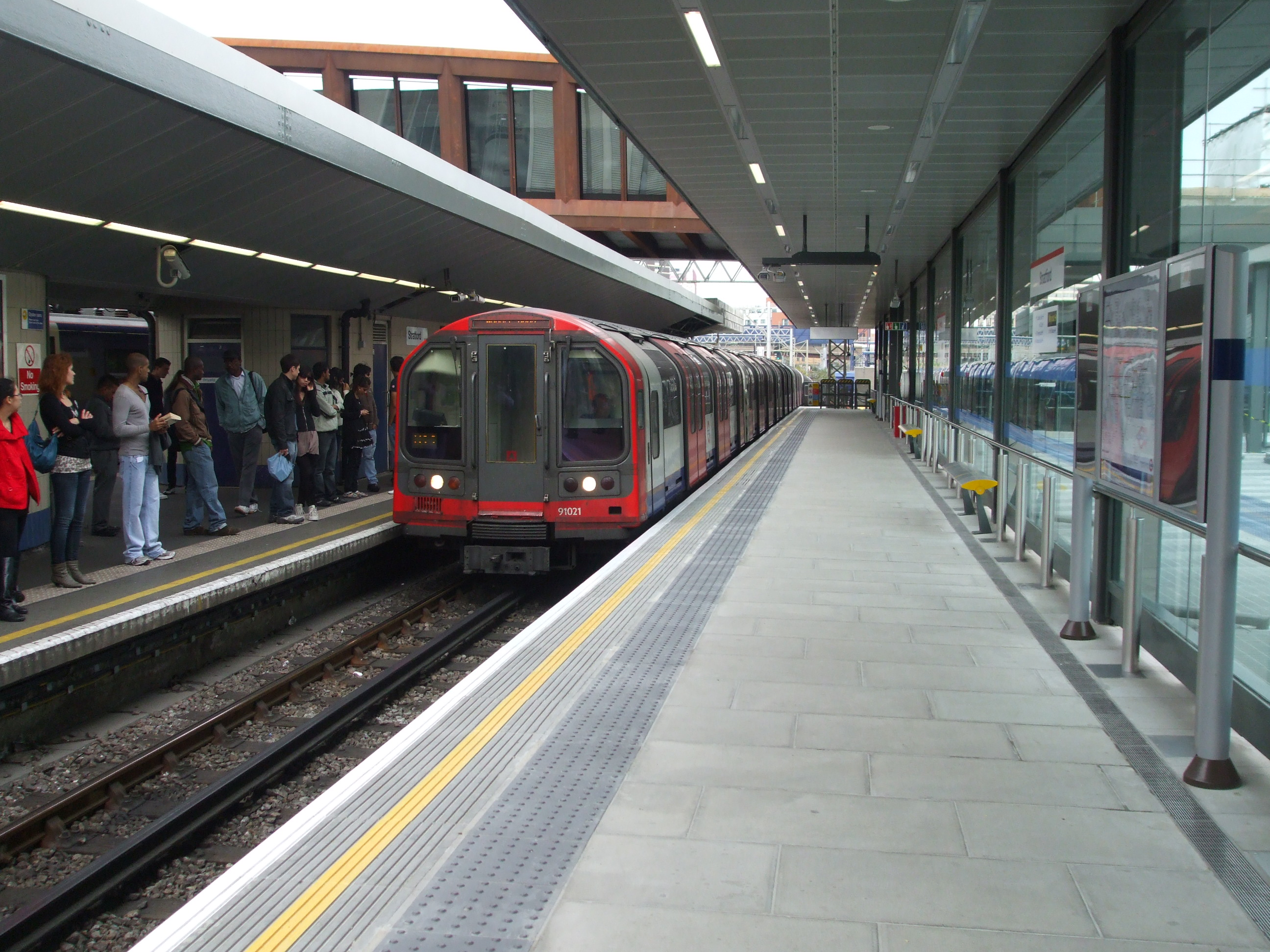
Instappers verzameld op één perron van het metrogedeelte van het Londense station Stratford.